# Kunstenaarsinitiatief Schottenburch
Pakhuis de Schottenburch was van 1979 t/m 1988 een kunstenaarsinitiatief aan de Krom Boomssloot in Amsterdam. Het werd georganiseerd door kunstenaar Wim Vonk.
Na de verbouwing kregen kunstenaars uit binnen- en buitenland de vrijheid om hun eigen tentoonstelling te maken en hun eigen galeriehouder te zijn. Er werden ook performances, theatervoorstellingen, kunstmanifestaties (o.a. ‘Dichter bij de Beelden’ en ‘Kunst of Pornografie?’) en muziekoptredens georganiseerd. 
Onder meer Wim Vonk zelf, Carel Lanters en Joseph Semah hebben hier geëxposeerd.
De verbouwing van het Pakhuis is vastgelegd in een serie etsen in opdracht van Monumentenzorg.